# Tennispaviljongen
Der Tennispaviljongen (deutsch Tennispavillon) ist eine denkmalgeschützte Sportstätte in der schwedischen Hauptstadt Stockholm. Sie befindet sich neben dem Östermalms IP und ist wenige Meter vom Olympiastadion entfernt.

## Geschichte
Der Tennispaviljongen wurde ursprünglich 1896 im Stockholms idrottspark erbaut. Da der Stadtpark 1910 jedoch dem Olympiastadion weichen musste, wurde das Gebäude an seinen heutigen Standort verlegt und 1911 eröffnet. Bei den Olympischen Sommerspielen 1912 in Stockholm wurden hier die Hallenturniere im Tennis ausgetragen.